# Sent Auprian
Sent Auprian (en francès Saint-Alpinien) és una comuna (municipi) de França, a la regió de la Nova Aquitània, departament de la Cruesa, al districte d'Aubusson i cantó d'Aubusson.
La seva població al cens de 1999 era de 320 habitants. Està integrada a la Communauté de communes d'Aubusson-Felletin.

## Demografia
| 1968 | 1975 | 1982 | 1990 | 1999 |
| ---- | ---- | ---- | ---- | ---- |
| 344  | 316  | 318  | 350  | 320  |

## Administració
| Període   | Identitat       | Partit |
| --------- | --------------- | ------ |
| 2001-2008 | Claude Leprince |        |
| 2008-     | Evelyne Chabant |        |